# Platja de Massalfassar
La Platja de Massalfassar és una platja de reduïdes dimensions de sorra, dunes, còdols, grava i roca del municipi de Massalfassar, a la comarca de l'Horta Nord.

## Descripció
Aquesta platja és l'única del terme municipal, limita al nord amb el terme de València amb la platja de Vistabella després d'un sequiol i una escullera i, al sud amb la platja d'Albuixec a tocar de l'autovia V-21.
Se situa ben a prop de la Marjal de Rafalell i Vistabella, zona humida de gran valor ambiental als termes municipals de València i Massamagrell així com del Port Esportiu Pobla Marina a La Pobla de Farnals.
És una platja ben comunicada, disposant d'accés per dues autovies, la V-21 i la CV-32 el que suposa aglomeracions a l'estiu.
A escassos metres de la platja de Massalfassar hi ha l'Hotel SH Florazar.

## Obres de renovació i conflicte institucional
Fins a l'any 2010, la platja de Massalfassar va anar degradant-se i caient en l'oblit de les institucions, fins convertint-se en un gran aparcament de camions i turismes amb vestigis de velles construccions. Tal situació feu que el Ministerio de Medio Ambiente y Medio Rural y Marino impulsara un projecte de recuperació ambiental, amb el que l'Ajuntament estava d'acord em quasi tot, expressant la necessitat d'una passarel·la que travessara l'autovia per comunicar el polígon industrial amb la platja.
Entre els anys 2010 i 2011 la Demarcació de Costes del Ministeri feu una inversió d'1.250.000 € per a rehabilitar la costa de Massalfassar. Es va realitzar un cordó dunar amb vegetació, van aportar-se 50.000 tones de terra de pedrera, van plantar-se palmeres i vegetació concorde a l'àrea d'influència marina, van instal·lar-se dutxes i rentapeus, així com una zona d'esbarjo i pícnic amb taules i bancs, papereres i panells explicatius.
Però en acabar les obres l'Ajuntament de Massalfassar no va rebre l'obra, pel desacord en el disseny final del projecte, que no preveia aparcaments, i els problemes amb l'accés por una via de servei d'un sol carril, així com no poder encarregar-se del manteniment per limitacions econòmiques. Fruit d'aquest conflicte, la platja va quedar desatesa presentant un deteriorament quasi total, sense preses d'aigua per als equipaments i el rec per degoteig, instal·lacions malmeses i fems per terra.